# Regina Peeters
Regina Peeters (* 29. September 1964 in Straelen) ist eine deutsche Bibliothekarin.
Sie absolvierte ihre Ausbildung von 1984 bis 1987 an der Fachhochschule für Bibliotheks- und Dokumentationswesen in Köln. Danach übernahm sie die Leitung der Bibliothek des Europäischen Übersetzer-Kollegiums in Straelen. 1995 erschien das von ihr herausgegebene Buch Über Seezungen und andere Rezepte aus dem Europäischen Übersetzer-Kollegium.
Berufspolitisch setzte sie sich für die Interessen der in One Person Libraries Beschäftigten ein. Sie war von 1997 bis 2007 Vorsitzende der Kommission für One-Person Librarians im Berufsverband Information Bibliothek und gab 1997 einen Reader mit dem Titel Das Robinson Crusoe-Syndrom und was man dagegen tun kann (ISBN 3-924659-28-1, einige Beiträge sind auch online verfügbar) heraus.
2002 promovierte sie an der Humboldt-Universität zu Berlin bei Engelbert Plassmann. Die unter dem Titel Eine Bibliothek für Babel (ISBN 3-89722-927-7) veröffentlichte Dissertation befasst sich mit  Informationsbedürfnissen literarischer Übersetzer und den daraus resultierenden Anforderungen an eine Spezialbibliothek.
2003 wurde sie mit der Karl-Preusker-Medaille der Deutschen Literaturkonferenz ausgezeichnet.
Seit 2016 ist sie die Geschäftsführerin des Europäischen Übersetzer-Kollegiums in Straelen.